# TOEFL

Офіційний логотип TOEFL

Test of English as a Foreign Language (переклад з англ. Тест на знання англійської як іноземної мови, скороч. TOEFL, транск. /ˈtoʊfəl/) — стандартизований тест для вимірювання знання англійської не-носіями мови, які бажають вступити до вищих навчальних закладів США та Канади. Окрім цього, іноді здавати TOEFL необхідно для участі в міжнародних програмах стажування у закладах, в яких навчання відбувається англійською мовою. Також деякі наукові та сертифікаційні програми вимагають від претендентів складання TOEFL. Крім цього результати тесту можуть бути необхідні при рекрутингу в зарубіжні компанії.
Випробування прийняте багатьма англомовними академічними і професійними установами. TOEFL є одним з двох основних тестів з англійської мови у світі, інший — це IELTS .
TOEFL є товарним знаком Educational Testing Service (ETS), приватної некомерційної організації, яка займається розробкою і адмініструє випробування. ETS видає офіційні звіти оцінювань (Scores), які дійсні протягом 2 років після випробування.

## Історія
У 1962 році національна рада, що складалася з представників тридцяти державних і приватних організацій, була створена для вирішення контролю якості професійного знання англійської мови у іноземців та не-носіїв мови, які бажають навчатися в університетах США. Ця рада рекомендувала розробити іспит TOEFL та ввести його у 1963—1964 роках.
Тест був спочатку розроблений в Центрі прикладної лінгвістики під керівництвом Стенфордського університету професором мовознавства доктором Чарльзом А. Фергюсоном.
Тест TOEFL був вперше введений в 1964 році Асоціацією сучасної мови, що фінансується за рахунок грантів від Фонду Форда і Фонду Данфорту.
У 1965 році Рада коледжу спільно взяли на себе відповідальність за продовження програми тестування TOEFL.
У 1973 році домовленість про співпрацю була укладена між ETS, The College Board та Graduate Record Examinations, які склали наглядову раду по запуску програми. ETS займався адмініструванням іспиту під керівництвом наглядової ради TOEFL.
На сьогоднішній день, критерії прийому у коледж для іноземних студентів, які є громадянами деяких країн Співдружності націй, звільняють їх від здачі іспиту TOEFL. Країни, які є частиною англомовного світу (наприклад, колишні британські колонії як Гонконг або колишніх протекторатів Сполучених Штатів), де англійська мова є де-факто офіційною мовою, автоматично надається право на звільнення від TOEFL з деякими обмеженнями (наприклад, жителі Квебека зобов'язані здавати TOEFL, в той час як інша частина Канади звільняється; також не звільняються громадяни зі Співдружності націй, де англійська мова не є офіційною мовою, наприклад, Мозамбік або Намібія (англійська мова є однією з офіційних, але розмовляють англійською тільки 3 % населення). Тим не менш, звільнення від проходження тесту не відноситься до деяких народів Співдружності націй за межами англомовної сфери, таких як Індія, Пакистан, Бангладеш тощо, навіть якщо англійська мова є у таких країнах офіційною мовою.
Основні відмінності між TOEFL та IELTS: країна походження, особливості граматики, форма тестування, спосіб проходження іспиту, вибір правильної відповіді та час тестування.

## Формати і зміст
Існує кілька версій тесту: паперовий варіант (Paper-based test (PBT)), комп'ютерний варіант (Computer-based test (CBT)), інтернет-варіант (Internet-based Test (iBT)) та інтернет-варіант для складання самостійно вдома (iBT Home Edition). На даний час TOEFL iBT варіант - єдиний, який визнається у багатьох університетах світу, тому що включає найбільш повні та актуальні завдання не тільки з читання, аудіювання та письма, а також із усного мовлення та комбінованих завдань.

### Інтернет-тест (TOEFL iBT)[6]
З моменту своєї появи в кінці 2005 року, формат тесту TOEFL Internet-based Test (iBT) поступово замінив Computer-based test (CBT) та Paper-based test (PBT), хоча на паперовій основі тестування досі використовується в деяких областях. Тест TOEFL iBT був введений у кілька етапів, спочатку зі Сполученими Штатами, Канадою, Францією, Німеччиною та Італією у 2005 році, а потім і з рештою світу у 2006 році, з центрами тестування, які регулярно збільшуються. Комп'ютерний варіант тестування (СВТ) був скасований у вересні 2006 року.
Спочатку попит на випробувальні місця був вище, ніж можливо було забезпечити, і кандидати повинні були чекати протягом декількох місяців. Тепер можна пройти тест протягом від одного до чотирьох тижнів у більшості країн. Чотирьох годинний тест складається з чотирьох секцій, кожна є вимірюванням однієї з основних мовних навичок (в той час як деякі завдання вимагають інтеграції декількох навичок), і всі завдання зосередженні на типі мови, яка використовується в академічному середовищі у вищих навчальних закладах. Конспектування допускається під час іспиту TOEFL iBT. Випробування не може бути складене частіше, ніж один раз у кожні 12 днів.

#### 1.Reading
Секція складається з питань до 3-4 уривків тексту, кожен уривок складається приблизно з 700 слів. Тексти бувають тільки на академічні теми; вони є свого роду матеріал, який може бути знайдений у будь-якому університетському підручнику. Тексти вимагають розуміння причинно-наслідкових, порівняльних і висновкових складових. Студенти відповідають на питання про основні ідеї, деталі, висновки щодо суттєвої інформації, упорядкування речень за змістом, питання на словниковий запас, риторичні цілі автора та загальні ідеї. Нові типи питань в тесті TOEFL iBT вимагають заповнення таблиць та складання короткого підсумку тексту. Попереднє знання розглянутої теми у тексті не обов'язкове для правильних відповідей.

#### 2.Listening
Секція Listening складається з питань до шести-дев'яти уривків, кожен з яких триває 3-5 хвилин, на основі яких буде від 28 до 39 питань. Ці уривки містять у собі студентські бесіди і академічні лекції або дискусії. Бесіди включають студента і професора чи робітника університетського містечка. Лекції є частиною академічних лекцій, які не потребують спеціалізованих базових знань теми лекції. Кожна бесіда і лекція прослуховується тільки один раз. При цьому дозволяється робити нотатки, до яких можна повернутися при відповіді на питання. Кожна розмова має п'ять питань, а кожна лекція — шість. Ці питання призначені для вимірювання здатності розуміти основні ідеї, важливі деталі, наслідки, відносини між ідеями, мети, особистої позиції учасників діалогу або лектора до сказаного.

#### 3.Speaking
Секція Speaking складається з чотирьох завдань: двох незалежних і двох комплексних. У двох незалежних завдань, учасники тесту відповідають на питання по висловлюванню думки на знайомі їм теми. Вони оцінюються за їхньою здатністю говорити спонтанно і передавати свої ідеї чітко і злагоджено. У комплексних завданнях, учасники читають невеликий уривок, слухають академічну лекцію або бесіду про життя університетського містечка і відповідають на питання, комбінуючи відповідну інформацію з тексту та бесіди. В інших комплексних завданнях, учасники слухають академічну лекцію або бесіду про життя університетського містечка, а потім відповідають на питання про те, що вони почули. У комплексних завданнях, учасники оцінюються за їхньою здатністю належним чином синтезувати і ефективно передавати інформацію від прочитаного та прослуханого матеріалу. Учасники можуть робити нотатки, коли вони читають та слухають, і можуть використовувати свої записи, щоб допомогти собі підготувати відповіді. Учасникам дається короткий час підготовки, перш ніж вони повинні почати говорити. Відповіді записуються в цифровому вигляді та відправляються до Online Scoring Network ETS (OSN), де їх оцінюють від трьох до шести екзаменаторів.

#### 4.Writing
Секція Writing вимірює здатність писати в академічному середовищі і складається з двох завдань: одне інтегроване (комплексне) і одне незалежне. У комплексному завданні, треба прочитати уривок на академічну тему, а потім слухати обговорювання. Учасники тесту потім записують підсумок про основні думки з обговорення цього уривку і пояснюють, як вони співвідносяться з ключовими ідеями попереднього академічного тексту. У незалежному завданні, треба написати есе, про свою думку на задану тему, а потім пояснити її, а не просто перерахувати особисті переваги. Відповіді відправляються в ETS OSN і оцінюються, щонайменше, трьома різними оцінювачами.
| Тип       | Опис                                           | Приблизний час |
| --------- | ---------------------------------------------- | -------------- |
| Reading   | 3-5 текстів, кожен з яких містить 12-14 питань | 54-72 хвилини  |
| Listening | 6-9 уривків, кожен з яких містить 5-6 питань   | 41-57 хвилин   |
| Перерва   | обов'язкова перерва                            | 10 хвилин      |
| Speaking  | 4 завдання                                     | 17 хвилин      |
| Writing   | 2 завдання                                     | 50 хвилин      |

Один з розділів тесту може містити додаткові матеріали, які не зараховуються до загальної кількості балів. Educational Testing Service включає в себе додатковий матеріал для тестування питань для майбутніх форм випробувань. Коли учасник складає іспит, йому потрібно приділяти однакові зусилля до кожного завдання, тому що ніхто не знає, яке питання буде основним, а яке буде додатковим і не буде зараховане. Наприклад, якщо є чотири тексти замість трьох, то один з них не буде враховуватися. Будь-який з чотирьох може бути додатковим.

### iBT Home Edition
Нова версія тесту, яка була введена з квітня 2020 року, у зв'язку із масовим закриттям тест-центрів по всьому світу на час карантину, що викликане пандемією Covid-19.
Зміст тесту та завдання аналогічні версії Internet Based (iBT). Ця версія тесту призначена для проходження у домашніх умовах.
Для реєстрації та проходження іспиту, необхідно мати стаціонарний комп'ютер чи ноутбук, обов'язково використовувати браузер Chrome чи Firefox, а також використовувати вебкамеру, мікрофон та колонки (використання навушників заборонено).

### Тест на паперовій основі[11]
Тест на паперовій основі (PBT) доступний в небагатьох країнах. Результати дійсні протягом двох років після дати тестування.
- Listening (30-40 хвилин)
Секція Listening складається з 3-х частин. Перший з них містить 30 питань про короткі розмови. Друга частина складається з 8 питань про більш тривалі розмови. Остання частина задає 12 питань про лекції чи бесіди.
- Structure and Written Expression (25 хвилин)
Секція Structure and Written Expression має 15 вправ завершення речень правильно і 25 вправ для пошуку помилок.
- Reading Comprehension (55 хвилин)
Секції Reading Comprehension має 50 питань до прочитаних уривків тексту.
- Writing (30 хвилин)
Цю секцію ще називають Test of Written English (TWE). Учасник повинен написати твір на задану тему на 250—300 слів. У творі необхідно погодитись або не погодитись з якимось твердженням і обґрунтувати відповідь вагомими доказами та аргументами.

## Результати тестів
Результати тесту можливо отримати в електронному варіанті (зробивши електронну реєстрацію на офіційному сайті www.ets.org). За бажанням клієнта на додаток до електронного можливо отримати письмовий результат тесту. Ця опція не вимагає додаткової оплати.
У 2015 році компанія ввела додатковий безкоштовний сервіс — можливість завантажити копію свого сертифіката в форматі документа в форматі PDF (її можливо завантажити тільки якщо ви здавали тест не раніше 2015 року). Такий сертифікат не є офіційним (про що ставиться спеціальна позначка), але дає можливість пред'явити свої попередні бали в багатьох непередбачених випадках (наприклад, ви можете відправити такий сертифікат в університет при першій подачі документів під час вступу, в більшості випадків його приймуть як тимчасовий доказ, поки не прийде оригінал сертифіката). PDF-сертифікат доступний для завантаження в особистому кабінеті через 2-3 дня після оголошення балів.

### TOEFL iBT Test
- Тест TOEFL iBT оцінюється за шкалою від 0 до 120 балів.
- Кожен з чотирьох розділів (Reading, Listening, Speaking, and Writing) отримує бал за шкалою від 0 до 30. Потім усі бали з чотирьох секцій складаються разом, щоб визначити загальний бал.
- Секції Reading та Listening складаються першими, а потім оголошується десятихвилинна перерва. Секції Speaking and Writing завершуються після перерви. Максимальний обсяг часу 250 хвилин, щоб завершити весь процес складання іспиту.
- Кожне питання секції Speaking оцінюється від 0 до 4 балів, і кожне питання секції Writing оцінюється від 0 до 5 балів. Ці бали потім автоматично масштабуються в діапазон від 0 до 30 балів.

### Paper-based Test
- Остаточна кількість можливих балів у паперовому тесті PBT коливається в межах від 310 до 677 і заснована на трьох підрозділах: Listening (31–68), Structure (31–68), та Reading (31–67). Загальний результат секції Writing (відомий ще як Test of Written English, TWE) не є частиною підсумкової оцінки; замість цього, він оцінюється окремо за шкалою від 0 до 6.
- Оцінювання секцій Listening, Structure та Reading тесту TOEFL PBT не є узагальненим відсотком тільки правильних відповідей. Загальний бал враховує до уваги той факт, що деякі тести є більш важкими, ніж інші.

### Необхідна кількість для вступу
Більшість коледжів та університетів враховують тільки один фактор в процесі прийому абітурієнтів — складність програми в рамках спеціалізації, тому часто встановлюється мінімальний прохідний бал. Мінімальні бали TOEFL iBT можуть бути в діапазоні від 71 (Bowling Green State University — Державний університет в Боулінг Грін) до 111 балів (University of Oxford — Оксфордський університет).

## TOEFL ITP Тест
TOEFL ITP («ITP» означає «Institutional Testing Program») — це тест на паперовій основі, у якому використовуються наукові тексти, щоб оцінити спеціалізоване знання англійської мови не-носіями англійської мови. Тести використовують нові і попередні тестові питання TOEFL для розуміння прогресу, який зробив тестований. Результати тестів, формат і зміст тесту відповідає TOEFL PBT, за виключенням тесту TWE (Test of Written Expression).
На відміну від TOEFL iBT і PBT тестів, тести TOEFL ITP знаходяться в веденні навчального закладу і призначені для внутрішнього використання. Цей тест не є заміною необхідності складання іспиту TOEFL iBT, який управляється Educational Testing Service (ETS) і містить Speaking and Writing компоненти. Є два рівні TOEFL ITP: Рівень 1 (від середнього до просунутого) та рівень 2 (від високого початкового до середнього). Після складання TOEFL ITP видається сертифікат про проходження.

## TOEFL Junior Тест
ETS також пропонує тести TOEFL Junior для визначення рівня знання англійської мови після закінчення середньої школи. Тест призначений для учнів у віці від 11 років і старше. Існує два види тесту: TOEFL Junior Standard (паперовий) and TOEFL Junior Comprehensive (комп'ютерний). TOEFL Junior Standard складається з трьох розділів: Reading Comprehension, Listening Comprehension та Language Form and Meaning. TOEFL Junior Comprehensive має чотири розділи: Reading Comprehension, Listening Comprehension, Speaking and Writing. Після складання TOEFL Junior видається сертифікат про проходження.

## Таблиця відповідності оцінок TOEFL iBT до IELTS[17]
| Результат IELTS | Результат TOEFL iBT | Класифікація за IELTS                   |
| --------------- | ------------------- | --------------------------------------- |
| 9               | 118-120             | Expert User                             |
| 8.5             | 115-117             | Very Good User                          |
| 8               | 110-114             | Very Good User                          |
| 7.5             | 102-109             | Good User                               |
| 7               | 94-101              | Good User                               |
| 6.5             | 79-93               | Competent User                          |
| 6               | 60-78               | Competent User                          |
| 5.5             | 42-59               | Modest User                             |
| 5               | 35-41               | Modest User                             |
| 4.5             | 32-34               | Limited User                            |
| 0-4             | 0-31                | Extremely Limited/Intermittent/Non User |

## Визнання у світі
Складання тесту потрібне для вступу до більшості вузів США і Канади для іноземних громадян з країн, де англійська мова не є офіційною або загальноприйнятою, а також не є основною мовою викладання предметів у загальноосвітніх школах і університетах. Деякі університети США допускають розгляд результатів тесту IELTS, як рівноцінну альтернативу тесту TOEFL.
TOEFL визнається в понад 9000 вищих навчальних закладів зі 130 країн, що робить його найбільш поширеним тестом на знання англійської мови. У світі існують 4500 центрів в 165 країнах, де можна здати тест.

## Недоліки
- Сертифікат TOEFL дійсний протягом двох років. У деяких вузах потрібно, щоб тест був зданий не більше 18 місяців тому.
- Станом на 2019 рік вартість здачі iBT в Україні становить US$ 180[18]. Перевірка займає в середньому два тижні, а результат буде доступний в особистому кабінеті на сайті http://www.ets.org/toefl, доставка сертифікату в Україну може займати більше місяця. Для порівняння, в США станом на 2017 рік ціна складає $ 205[19]. Вартість тесту вказано без урахування можливих податків та комісій.

## Де скласти TOEFL в Україні
В Україні скласти тест можна в одному з 9 центрів у 8 містах (Дніпро, Харків, Суми, Івано-Франківськ та Київ). Для реєстрації потрібно зареєструвати обліковий запис на офіційному сайті ets.org.